# Wiechcica wielbłądka
Wiechcica wielbłądka, wiechetka wielbłądka, wielbłądka wiechcica (Ptilodon capucina) – gatunek motyla z rodziny garbatkowatych. Zamieszkuje niemal całą Palearktykę. Osobniki dorosłe są aktywne nocą.

## Taksonomia
Gatunek ten opisany został po raz pierwszy w 1758 roku przez Karola Linneusza na łamach dziesiątego wydania Systema Naturae. Linneusz użył dlań dwóch nazw: Phalaena capucina i Phalaena camelina, z których ważna jest ta pierwsza. W 1822 roku Jacob Hübner umieścił ten gatunek jako typowy nowego rodzaju Ptilodon. W 1828 roku James Francis Stephens wyznaczył synonimiczną nazwę Phalaena camelina typem rodzaju Lophopteryx.

## Morfologia

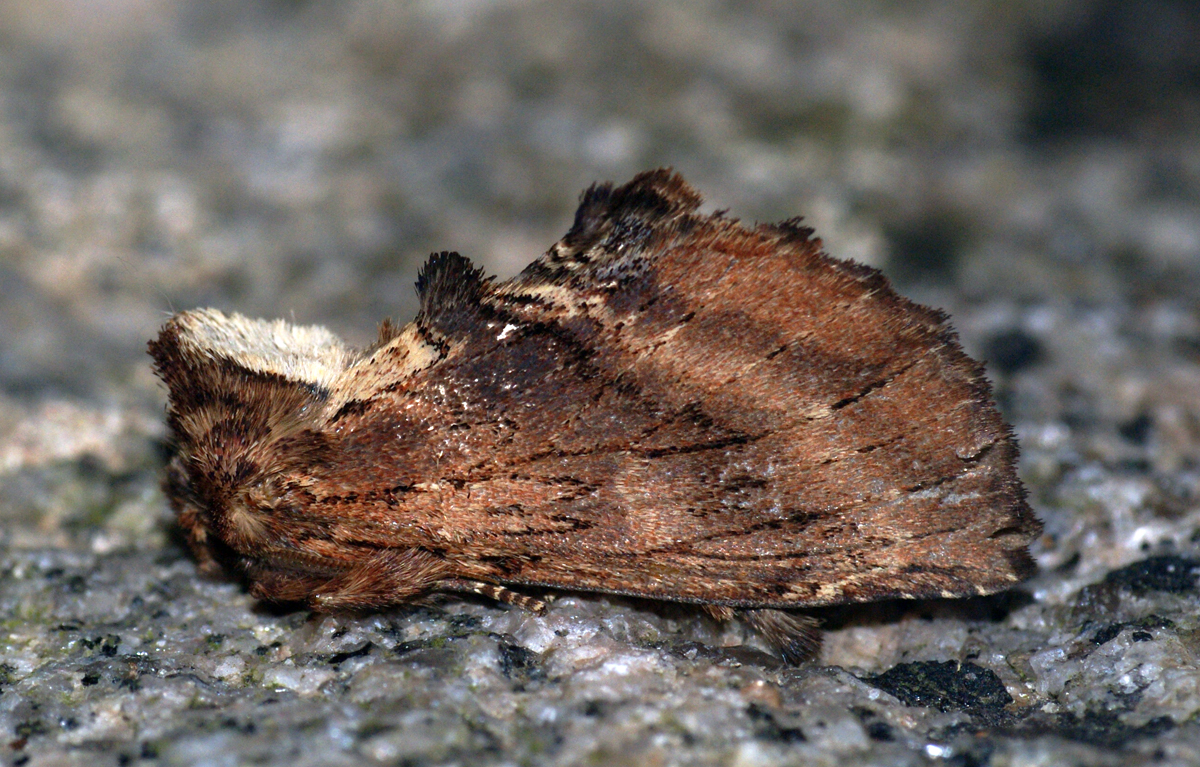
Imago w pozycji spoczynkowej z dobrze widocznym białym zwieńczeniem czuba na tułowiu

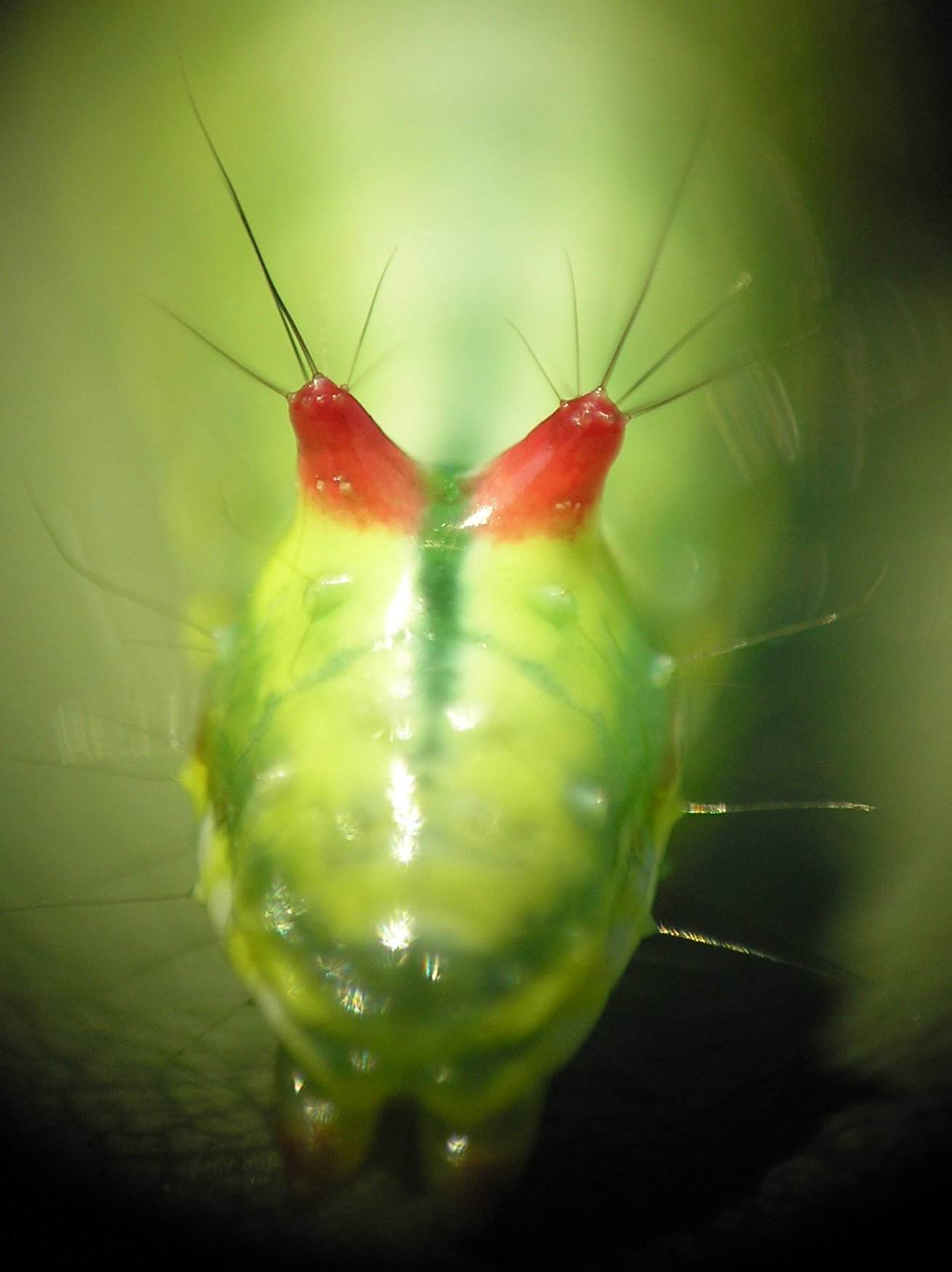
Brodawkowate wyrostki na 11 segmencie ciała gąsienicy

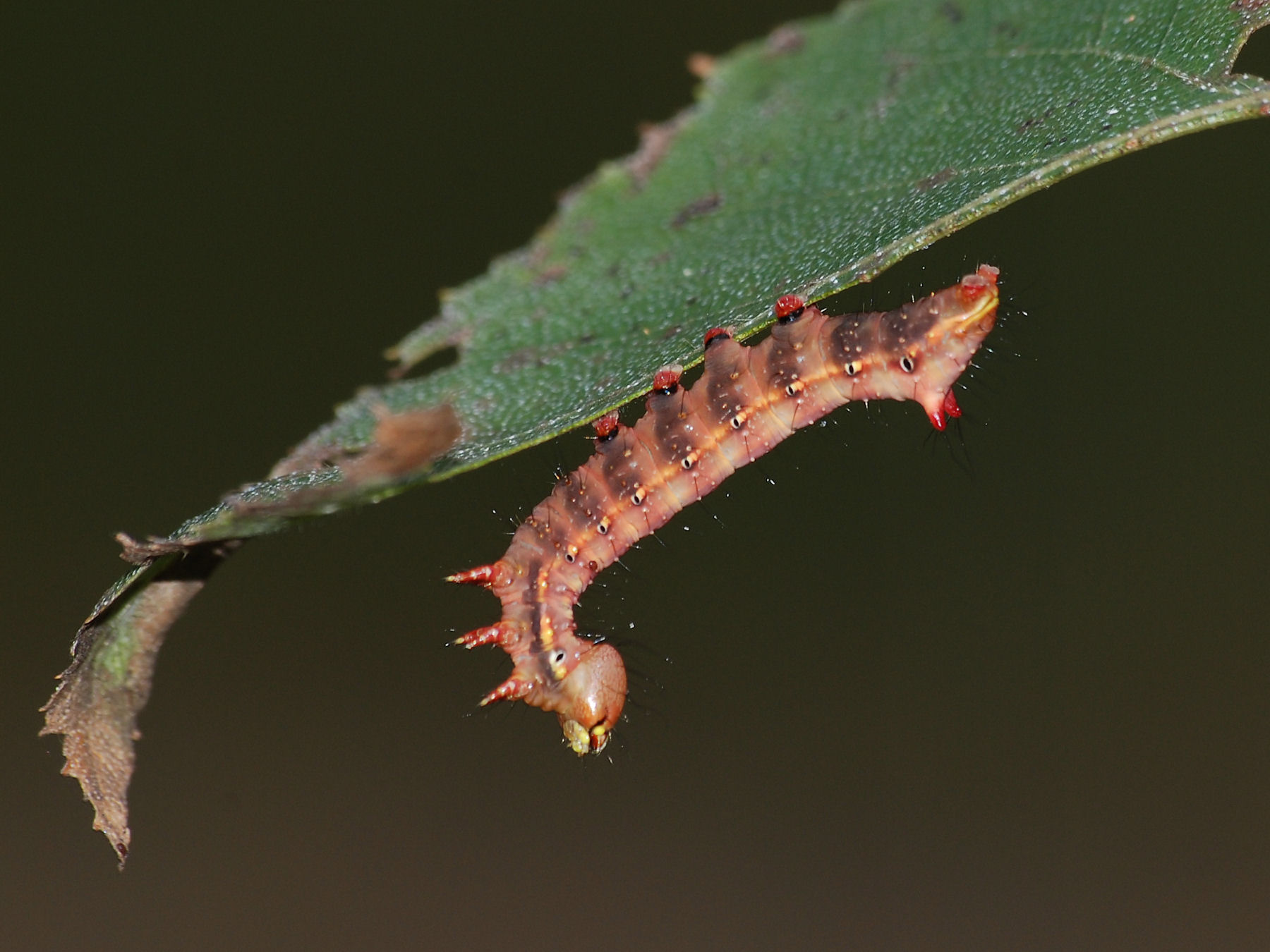
Przykład ciemno ubarwionej gąsienicy

Motyl o krępym ciele i rozpiętości skrzydeł sięgającej od 40 do 45 mm. Głowa jest zaopatrzona w skąpo owłosione oczy złożone, krótkie głaszczki i uwstecznioną ssawkę, natomiast pozbawiona jest przyoczek. Czułki osiągają niewiele ponad ⅓ długości przedniego skrzydła i wykazują dymorfizm płciowy w budowie, będąc piłkowanymi i orzęsionymi u samca, zaś cienkimi i ząbkowanymi u samicy. Włosowate łuski tułowia formują sterczący pionowo czub pośrodku grzbietu. Górna powierzchnia owego czuba jest biała, co jest charakterystyczną cechą tego gatunku. Skrzydło przedniej pary osiąga od 18 do 23 mm długości i ma ząbkowany brzeg zewnętrzny oraz ząb z włosowatych łusek na brzegu tylnym. Tło tego skrzydła jest rudobrązowe do ciemnobrunatnego, pozbawione rozjaśnienia w polu zewnętrznym, co odróżnia ten gatunek od wiechcicy czubatki. Na tle tym występują czarne żyłki oraz brunatnoczarna, zygzakowata przepaska środkowa oraz zygzakowate i ząbkowane cienkie linie barwy żółtawej. Owalne skrzydło tylnej pary jest białobrunatne lub szarożółtawe z ciemniejszą obwódką, białawą przepaską i dużą plamą ciemnobrunatnej barwy przy kącie tylnym.
Gąsienice charakteryzuje zmienność ubarwienia. Najczęściej spotyka się osobniki zielone z żółtawymi prążkami, biegnącymi bokami ciała. Na grzbietowej stronie jedenastego segmentu ciała zlokalizowana jest u nich para różowawoczerwonych wyrostków. Gąsienice ostatniego stadium często mają parę okrągłych plam czarnej barwy na głowie.

## Biologia i ekologia
Owad ten zasiedla lasy liściaste, w tym łęgowe, lasy mieszane, zarośla, parki, ogrody i nasadzenia przydrożne. Gąsienice są polifagicznymi foliofagami żerującymi na liściach drzew i krzewów liściastych. Wśród ich roślin żywicielskich stwierdzono buki, brzozę brodawkowatą, brzozę omszoną, czeremchę zwyczajną, dąb szypułkowy, głogi, jabłoń domową, jarząb pospolity, klon zwyczajny, lipę drobnolistną, olszę czarną, olszę szarą, róże, topolę balsamiczną, topolę czarną, topolę osikę, wiąz szypułkowy, wierzbę białą, wierzbę dwubarwną, wierzbę iwę i wierzbę szarą. Żerować mogą pojedynczo lub w małych grupkach. Zaniepokojone wyginają przód ciała ku tyłowi, czasem dotykając tyłem głowy swego grzbietu. Wyrośnięta gąsienica konstruuje między opadniętymi liśćmi lub w płytkiej norce kokon, w którym następuje przepoczwarczenie. Owady dorosłe nie pobierają pokarmu i są aktywne nocą.
W Europie Środkowej występują dwa pokolenia w ciągu roku. Motyle pierwszego z nich latają od drugiej połowy kwietnia do maja, zaś wydane przez nie gąsienice żerują w czerwcu i lipcu. Motyle drugiego pokolenia aktywne są od lipca do sierpnia. Gąsienice drugiego pokolenia żerują w sierpniu i wrześniu. Stadium zimującym jest poczwarka drugiego pokolenia.

## Rozprzestrzenienie
Gatunek palearktyczny. W Europie znany jest z Portugalii, Hiszpanii, Andory, Irlandii, Wielkiej Brytanii, Francji, Belgii, Luksemburgu, Holandii, Niemiec, Szwajcarii, Liechtensteinu, Austrii, Włoch, Danii, Szwecji, Norwegii, Finlandii, Estonii, Łotwy, Litwy, Polski, Czech, Słowacji, Węgier, Białorusi, Ukrainy, Mołdawii, Rumunii, Bułgarii, Słowenii, Chorwacji, Bośni i Hercegowiny, Serbii, Czarnogóry, Albanii, Macedonii Północnej oraz europejskich części Rosji i Turcji. Poza tym występuje w Afryce Północnej i w Azji, w tym na Syberii, Rosyjskim Dalekim Wschodzie, Sachalinie, Zakaukaziu, w azjatyckiej części Turcji, krajach Azji Środkowej, Iranie, Mongolii, Chinach, Korei i Japonii. W Polsce jest gatunkiem pospolitym.